# Textilhuset, Tammerfors
Textilhuset är en av flervåningsbyggnad i centrala Tammerfors. Den ritades av arkitekten Jaakko Tähtinen och färdigställdes 1958. Byggnaden ligger i hörnet av Satakuntagatan och  Aleksis Kivis gata. Namnet kommer av att huset till största delen ägdes av de stora textilfabrikerna Finlayson och Tampella och anställda i företagen bodde i lägenheterna.
Den så kallade Frestadiuska gården revs för att ge plats för bygget. Här hade president JK Paasikivis sitt barndomshem.